# Wsiakaja wsiaczina
Wsiakaja wsiaczina (ros. Всякая всячина, tłum. różne różności) – rosyjski tygodnik wydawany przez cesarzową Katarzynę II od 1769 roku. Podejmowała na jego łamach tematy związane ze sztuką, nauką i potrzebami reformy Imperium Rosyjskiego.